# Jean Crocq (médecin)
Jean Crocq est un médecin, homme politique et professeur d'université belge, né le 23 janvier 1824 à Bruxelles et mort le 18 septembre 1898 dans la même ville.

## Biographie
Jean Crocq, né le 23 janvier 1824, est le fils de Jean-Baptiste Crocq, administrateur des mines et de Marie Thérèse Ledent. Il se marie avec Marie Elisabeth Christiaens. Ils ont six enfants dont Jean Crocq, psychiatre, et Marie-Thérèse Crocq (1864-1945) qui épouse le 4 juillet 1887 à Bruxelles l'architecte Octave Flanneau. 
Il commence ses études secondaires au gymnase d'Aix-la-Chapelle et les termine à l'Athénée de Gand. Il fait des études universitaires à l'Université de Gand puis à l'Université de Bruxelles. Il devient docteur en médecine en 1848. Grâce à une bourse, il se rend de 1848 à 1849 à Paris pour y suivre des cours de médecine et à Vienne où Rudolf Virchow lui enseigne l'anatomie pathologique. 
Revenu à Bruxelles, la Ville de Bruxelles le nomme médecin des pauvres aux Hospices de Bruxelles. Il y traite les patients atteint de choléra en faisant preuve de dévouement et est récompensé avec une médaille d'argent du gouvernement belge.
De même, il est cofondateur de la Presse médicale belge et un mémoire sur le traitement des fractures est récompensé par une médaille d'or de l'Académie royale de médecine. Il participe à de nombreuses autres publications et mémoires à caractère médical.
À partir de 1859, il est professeur de clinique médicale à l'Université de Bruxelles et, compte tenu de ses connaissances dans de nombreux domaines, la Faculté des sciences le nomme professeur de minéralogie et de géologie.
En 1857, il est un des fondateurs de la Société d'anatomo-pathologie, président de la Fédération médicale belge (1865-1875) ainsi que président de l'Académie royale de médecinede Belgique en 1883. Pendant plus de trente ans, il est chef de clinique aux Hospices de Bruxelles. Il exerce ensuite comme médecin-chef à l'hôpital de Molenbeek-Saint-Jean.
Il traite les victimes de l'épidémie de choléra en 1866 ainsi que les blessés français à la suite de la guerre franco-allemande de 1870.
Il participe activement à la vie politique en devenant conseiller provincial (1872) puis sénateur (1877). Il a évolué dans ses appartenances politiques: de libéral modéré à progressiste puis radical-socialiste. Dans ses activités politiques, il s'efforce de répandre l'hygiène publique et de lutter contre l'alcoolisme. Il se montre toutefois réfractaire aux nouvelles méthodes médicales de Louis Pasteur.
Il est élu en 1891 correspondant étranger de l'Académie de Médecine de Paris. En 1896, il est avec son fils un des fondateurs de la Société de psychiatrie et de neurologie.
Il appartient à l'Église protestante libérale de Bruxelles et, en 1883, il a été le premier président du Club alpin belge.
Il décède après une courte maladie.

## Hommage et distinctions
Son nom est donné à des voiries à Jette (avenue Jean Joseph Crocq) et à Woluwe-Saint-Lambert.
Il a reçu les distinctions honorifiques suivantes:
- Commandeur de l'ordre de Léopold (Belgique) ;
- Croix civique de première classe (Belgique) ;
- Commandeur de l'ordre de Notre-Dame de l'Immaculée Conception de Villa Viçoza (Portugal);
- Croix de bronze du gouvernement français.